# Patricio Guzmán
Patricio Guzmán Lozanes (Santiago del Cile, 11 agosto 1941) è un regista, sceneggiatore, attore, scrittore e fotografo cileno.

## Carriera
È conosciuto a livello internazionale per aver diretto i tre documentari della Battaglia del Cile, vale a dire La Battaglia del Cile: L'insurrezione della borghesia (La Batalla de Chile: La insurrección de la burguesía, 1975), La Battaglia del Cile: Il colpo di stato (La Batalla de Chile: El golpe de estado, 1977) e La Battaglia del Cile: Il potere popolare (La Batalla de Chile: El poder popular, 1979). Ha diretto inoltre Il caso Pinochet (Le Cas Pinochet, 2001), Salvador Allende (2004), Nostalgia della luce (2010), La memoria dell'acqua (2015) e La cordigliera dei sogni (2019).